# 대결! 궁극의 맛
《대결! 궁극의 맛》(極道めし 고쿠도메시[*])은 츠치야마 시게루의 일본 만화이자 이를 원작으로 한 2011년 일본 영화이다.

## 줄거리
설날을 1달 앞둔 나니와 남 교도소 204호실에서는 설날에 나오는 설날 요리 이야기로 들떠있다. 그러던 중 방의 최고 연장자 하치노헤 고자부로의 제안으로 올해도 설날 요리 쟁탈전이 개최되게 된다. 이 싸움에서 승리하면 방 사람들의 설날 요리 가운데 자신이 원하는 음식을 하나씩 가져올 수 있게 되는 것이다. 싸움의 내용은 지금까지 먹어본 음식 가운데 가장 맛있었던 것을 이야기해서 가장 맛있는 이야기를 한 사람이 승리하는 것이었다. 크리스마스 이브날 저녁, 승부는 시작됐다.

## 단행본
한국어
- 1권 ISBN 978-89-6188-890-5
- 2권 ISBN 978-89-6188-891-2
- 3권 ISBN 978-89-6188-365-8
- 4권 ISBN 978-89-6188-429-7

## 영화
2011년 9월 23일에 개봉됐다. 《P짱은 내 친구》의 마에다 테츠가 감독, 《츠가루 백년식당》의 나가오카 타스쿠가 주연을 맡았다.
캐치프레이즈는 '잊을 수 없는 음식이 있다. 잊을 수 없는 사람이 있다.'

### 출연
- 켄타 - 나가오카 타스쿠
- 미나미 - 카츠무라 마사노부
- 하치노헤 - 마로 아카지
- 시오리 - 기무라 후미노
- 켄타의 엄마 - 타바타 토모코
- 이시하라 교도관 - 타나카 요지
- 고쇼가와라 - 덴덴
- 마리 - 우치다 치카
- 스루가 타로

## 드라마
2018년 7월 14일에 방송됐다.